# Choi Young-rae
Choi Young-rae (kor. 최영래; * 13. Mai 1982 in Chungcheongbuk-do) ist ein ehemaliger südkoreanischer Sportschütze.

## Erfolge
Choi Young-rae nahm an den Olympischen Spielen 2012 in London in den Wettbewerben mit der Luftpistole und mit der Freien Pistole teil. Mit der Luftpistole kam er nicht über den 35. Platz hinaus, während er mit der Freien Pistole in der Qualifikation 569 Punkte und damit den besten Wert des Wettkampfs erzielte. Im Finale gelangen ihm weitere 92,5 Punkte, womit er noch hinter seinen Landsmann Jin Jong-oh fiel, der einen Rückstand von sieben Punkten wettmachen konnte und mit einem halben Punkt Vorsprung vor Choi Olympiasieger wurde. Choi erhielt somit die Silbermedaille vor Wang Zhiwei. Zwei Jahre darauf wurde er im Mannschaftswettbewerb mit der Freien Pistole in Granada Vizeweltmeister und gewann auch in Incheon bei den Asienspielen die Silbermedaille.